# Khoshkeh Dar
Khoshkeh Dar (persiska: خُشكِهدَرِ مالمير, خُشگِهدَر, خُشكِهدَر, خُشكدَرِ بالا, خشکه در, Khoshkehdar-e Mālmīr) är en ort i Iran.   Den ligger i provinsen Markazi, i den centrala delen av landet, 300 km sydväst om huvudstaden Teheran. Khoshkeh Dar ligger 2 186 meter över havet och antalet invånare är 205.
Terrängen runt Khoshkeh Dar är huvudsakligen kuperad, men norrut är den platt. Runt Khoshkeh Dar är det ganska tätbefolkat, med 129 invånare per kvadratkilometer. Närmaste större samhälle är Hendūdūr, 12,0 km öster om Khoshkeh Dar. Trakten runt Khoshkeh Dar består i huvudsak av gräsmarker.